# Criciuma
Criciuma, vulgarmente chamada criciúma, é um género botânico pertencente à família Poaceae, subfamília Bambusoideae, tribo Bambuseae.
O gênero apresenta uma única espécie.

## Espécie
- Criciuma asymmetrica Soderstr. & Londoño